# Гравити Фолс
Гравити Фолс (енгл. Gravity Falls) америчка је анимирана телевизијска серија. Премијерно је емитована 15. јуна 2012. епизодом „Tourist Trapped” на Дизни каналу, а емитовање је завршено 15. фебруара 2016. епизодом „Weirdmageddon 3: Take Back the Falls”.

## Заплет
Дипер Пајнс и његова сестра близнакиња Мејбел ће летњи распуст провести у Мистериозној колиби, замци за туристе, која се налази у Гравити Фолсу, измишљеном граду у Орегону. Дипер и Мејбел откривају локалне мистерије помоћу књиге коју је Дипер пронашао у шуми. Заједно са Венди Кордурој, касирком и Сусом Рамизером, мајстором у Мистериозној колиби, сваки дан је занимљив за Дипера и Мејбел.

## Ликови
- Дипер Пајнс — тринаестогодишњи брат близанац Мејбел Пајнс.
- Мејбел Пајнс — тринаестогодишња сестра близнакиња Дипера Пајнса.[10]
- Гранкл Стан (енгл. Grunkle Stan) — ујак једног од родитеља Дипера и Мејбел и власник Мистериозне колибе.
- Сус Рамирез (енгл. Soos Ramirez) — мајстор у Мистериозној колиби.[11]
- Венди Кордурој (енгл. Wendy Corduroy) — касирка у Мистериозној колиби у коју је Дипер заљубљен.

## Шифре
На крају сваке епизоде се појављује шифровани текст.

### Сезона 1
- Током првих шест епизода коришћена је Цезарова шифра.
- Током епизода 7—13 коришћен је Атбаш.
- Током епизода 14—19 коришћен је "A1Z26". Шифровани текст се састоји од бројева од 1 до 26, а сваки број представља слово у енглеској абецеди.
- Комбинована шифра се користи у последњој епизоди сезоне 1.

### Сезона 2
У овој сезони користи се Вижнерова шифра.